# Gottlob Kirchhof
Christian Gottlob Kirchhof(f) (* 1800; † 7. Februar 1874 in Gera) war ein deutscher Kolorist und Politiker.

## Leben
Kirchhof war der Sohn des Koloristen Christian Gottlob Kirchhof. Er war evangelisch-lutherischer Konfession und heiratete am 11. April 1826 in Gera Emilie Christiane Wilhelmine Dathe (* 3. April 1802 in Gera; † 20. Dezember 1865 ebenda), die Tochter des Ökonomen Maximilian Georg Adolph Wilhelm Dathe in Gera.
Kirchhof besuchte die Volksschule und machte danach eine Lehre als Kolorist. Wie sein Vater arbeitete auch er als Kolorist beim Kaufmann Reichardt in Gera. 1846 wurde er Ratsassessor und später Ratskämmerer in Gera.
Vom 27. August bis zum 21. Dezember 1849 war er Mitglied im Landtag Reuß jüngerer Linie.